# Christian Gehlsen
Christian Gehlsen (* 25. September 1942 in Halle (Saale)) ist ein ehemaliger deutscher Politiker.

## Werdegang
Von 1961 bis 1966 studierte Gehlsen Theologie an der Martin-Luther-Universität Halle-Wittenberg. Er war von 1968 bis 1972 als Pastor, danach bis 1975 als Krankenpfleger und danach bis 1990 als Heimleiter des Wichernheims der Diakonie in Frankfurt (Oder) tätig.
Vor der Wende saß Gehlsen für die CDU im Bezirkstag des Bezirkes Frankfurt (Oder). 1987 trat er jedoch aus der CDU aus. Zur Wendezeit war er im Neuen Forum aktiv. 1990 wurde Gehlsen Mitglied der Stadtverordnetenversammlung von Frankfurt (Oder). Von 1990 bis 1994 war er Beigeordneter für Soziales. Bei der Landtagswahl in Brandenburg 1994 gelang es ihm, über die Landesliste der PDS als Parteiloser in den Landtag einzuziehen. Am 31. Dezember 1998 schied er jedoch vorzeitig aus. Für ihn rückte Kerstin Meier nach.
Gehlsen war in der Evangelischen Hoffnungskirchengemeinde Oderbruch-Süd in Sachsendorf aktiv und pflegte bis zur Rente Kranke im Hospiz und Klinikum Frankfurt (Oder).